# NGC 72
NGC 72는 안드로메다자리 방향에 있는 나선 은하이다 .